# Alojzij Repič
Alojzij Repič, slovenski kipar, * 11. marec 1866, Vrhpolje, Kranjska, † 18. maj 1941, Ljubljana, Ljubljanska pokrajina.
Šolal se je v Ljubljani, kasneje pa v Polhovem Gradcu pri rezbarju Jerneju Ternovcu. Ko so leta 1888 v Ljubljani ustanovili Umetnostno strokovno šolo za lesno obrt, je vstopil v to šolo in jo tudi uspešno dokončal. Z denarjem, ki si ga je prislužil, je leta 1890 odšel na Dunaj, dve leti kasneje pa je bil sprejet na dunajsko Akademijo za umetnost. Leta 1905 je postal pogodbeni učitelj na Umetno-obrtni šoli v Ljubljani, 1907 pa tam profesor za figuralno plastiko. Predaval je tudi anatomijo in tehnologijo do svoje upokojitve leta 1931.
1. ↑  Artists of the World Online, Allgemeines Künstlerlexikon Online, AKL Online — B: K. G. Saur Verlag, Verlag Walter de Gruyter, 2009. — ISSN 2750-6088 — doi:10.1515/AKL